# Amelgatzen
Amelgatzen ist ein Ortsteil der Gemeinde Emmerthal im Landkreis Hameln-Pyrmont in Niedersachsen.

## Geographie

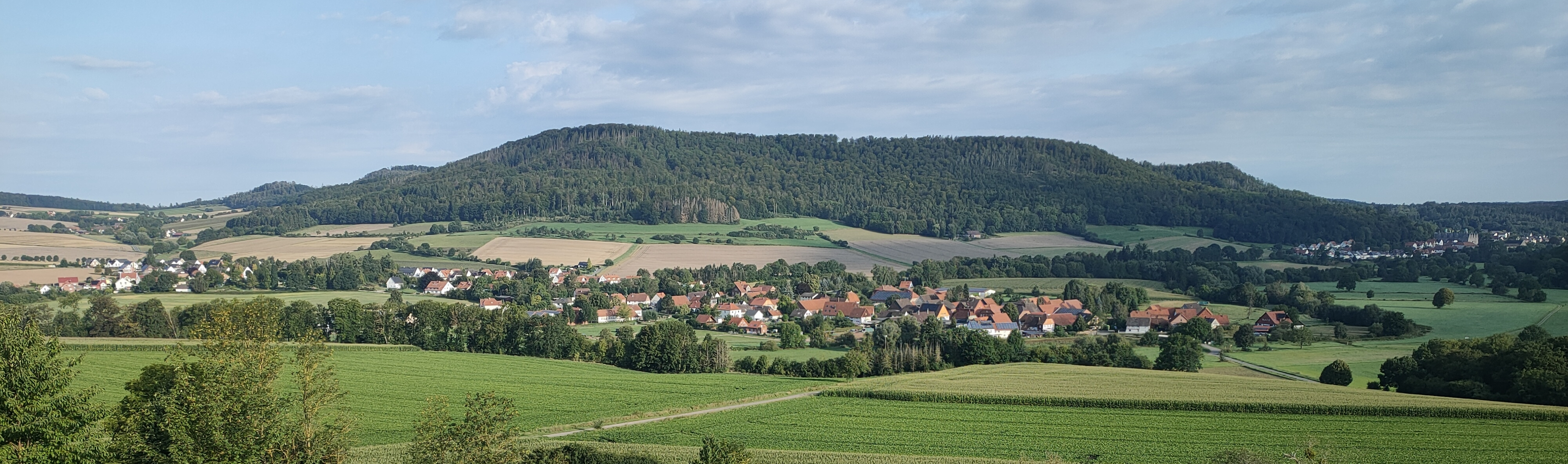
Ortsbild Amelgatzen

Das Dorf liegt vier Kilometer südwestlich von Emmerthal und fünf Kilometer nordöstlich von Bad Pyrmont an der L 431 und der Bahnstrecke Hannover–Altenbeken.

## Geschichte
Die erste urkundliche Erwähnung des Ortes stammt aus dem Jahr 1146 unter dem Namen Amelgoteshem. Spätere Bezeichnungen des Ortes sind Amelgodessen und Ameldagshusen.
Ursprünglich gehörte Amelgatzen zum Amt Aerzen, welches 1823 in das Amt Hameln überging.

### Einwohnerentwicklung
- 1910: 397 Einwohner (am 1.12.)[3]
- 1925: 399 Einwohner[4]
- 1933: 391 Einwohner[4]
- 1939: 394 Einwohner[4]
- 1950: 743 Einwohner (am 13.9.)[1]
- 1956: 700 Einwohner (am 25.9.)[1]

### Eingemeindungen
Durch die Gebietsreform wurde die bis dahin selbständige Gemeinde Amelgatzen am 1. Januar 1973 in die Gemeinde Emmerthal eingemeindet.